# Ba/OKc
UGJ littera Ba var en normalspårig ånglokstyp inom Uppsala―Gävle Järnväg (UGJ) som användes för att dra snälltåg. Tillverkare var Nydqvist & Holm AB (NOHAB) och totalt levererades två lok till UGJ under år 1913 med individnummer 25 och 26.
Ba-loken var konstruerade som fyrcylindriga tenderlok med överhettning och arbetade med dubbel expansion via högtrycks- och lågtryckscylindrar, s.k. kompoundlok. De var Sveriges första fyrcylindriga kompoundlok. Axelföljden var 2'C, d.v.s. en tvåaxlig löpboggi följt av tre kopplade axlar. Loken blev en föregångare till SJ littera F, ett annat fyrcylindrigt kompoundlok verksamt inom Statens Järnvägar (SJ) som introducerades 1914.
Ba-loken var omtyckta av personalen men UGJ kom aldrig att beställa fler Ba-lok då dessa var underhållskrävande p.g.a. tekniken med kompound. Fyrcylindriga ånglok i sig var dyrare i inköp och underhåll jämfört med ett tvåcylindrigt maskineri och utövade dessutom ett större friktionsmotstånd. Innan beställningen av Ba-loken hade loktillverkare offererat UGJ tvåcylindriga maskiner, men dessa hade avfärdats av UGJ p.g.a. olika skäl. Vid efterföljande lokbeställning valde UGJ återigen en fyrcylindrig konstruktion baserad på Ba-loken, men där samtliga cylindrar hade samma dimensioner och endast arbetade med enkel expansion. Dessa lok fick UGJ:s littera Bb och kom att bli Sveriges första och enda fyrlingar.
I samband med att UGJ förstatligades 1933 övertogs Ba-loken av SJ. Inom SJ tilldelades loken litterat OKc med individnummer 1515 och 1516. SJ betraktade loken som udda och 1935 såldes nr 1515 till Dalslands Järnväg (DJ). Nr 1516 skrotades vid SJ:s huvudverkstad i Örebro samma år och plundrades på reservdelar åt DJ. Inom DJ fick loket litterat H3 med individnummer 12. När DJ elektrifierades 1939 försökte man avyttra loket, men inga intressenter fanns och därmed kom även det andra loket att skrotas.

## Igångsättning av fyracylinders kompoundlok
I ett kompoundlok matas normalt endast högtryckscylindrarna med ånga från pannan. Avloppsångan överförs sedan till en ångbehållare (receiver) som sedan förser lågtryckscylindrarna med ånga. I samband med start efter ett stationsuppehåll bidrar endast högtryckscylindrarna med startdragkraft innan receivern är fylld. Vid större tågvikter kan detta försvåra igångsättningen av ett tåg.
Ett sätt att starta fyrcylindriga kompoundlok är att lokföraren med ett reglage sätter högtryckscylindrarna ur spel och direkt matar lågtryckscylindrarna med ånga från pannan, men med reducerat tryck. På så sätt agerar loket som ett tvillinglok, men med större dragkraft än vad enbart högtryckscylindrarna klarar och t.o.m. mer än i kompound. SJ:s F-lok utvecklade nominellt 8,7 tons dragkraft i kompound och 9,4 tons dragkraft som tvillinglok med lågtryckscylindrarna. Med enbart högtryckscylindrarna utvecklade F-loket nominellt 6,3 tons dragkraft.
Ba-lokets nominella dragkraft vid kompound var 8,2 ton. Om Ba-loket hade en motsvarande igångsättningsfunktion som F-loket är okänt.

## Specifikationer
Specifikationerna är enligt Diehl, Forsberg, Höjer och Statens Järnvägar. Dragkrafter uttryckta i ton är omvandlade till SI-enheter (kN) med hjälp av konventionsvärdet för tyngdaccelerationen, d.v.s. 9,80665 m/s². Förkortningarna HC och LC står för "högtryckscylinder" respektive "lågtryckscylinder".
- Spårvidd: 1435 mm (normalspår)
- Axelanordning (lok): 2'C
- Axelanordning (tender): 3
- Löphjul Ø: 1015 mm
- Kopplade hjul Ø: 1850 mm
- Tenderhjul Ø: 1015 mm
- Broms, lok: Ångbroms och skruvbroms
- Broms, tender/tåg: Tryckluft (Knorr)
- Belysning: AGA-gas (standardsystem)
- Cylinderantal: 4 (2 HC + 2 LC)
- Cylinderdiameter (HC): 386 mm
- Cylinderdiameter (LC): 590 mm
- Slaglängd: 660 mm
- Slidstyrning: Walschaert
- Rostyta: 2,80 m²
- Eldyta: 137,8 m²
- Överhettningsyta: 36,5 m²
- Ångtryck: 14 kg/cm²
- Materialvikt, lok: Okänd
- Materialvikt, tender: 13,9 ton
- Tjänstevikt, lok: 70,8 ton [g]
- Tjänstevikt, tender: 33,2 ton
- Adhesionsvikt: 47,2 ton
- Kolförråd: 5,0 ton
- Vattenförråd: 15,0 m³
- Hjulbas, lok: 7925 mm
- Hjulbas, tender: 3000 mm
- Hjulbas, lok med tender: 13 990 mm
- Längd över buffertar: 17 887 mm
- Dragkraft (Höjer): 8,2 ton (80 kN)
- Dragkraft (Diehl/Forsberg): 7,3 ton (72 kN)
- Största tillåten hastighet: 90 km/h

Högtryckscylindrarna var invändigt placerade och lågtryckscylindrarna utvändigt. Respektive set av högtrycks- och lågtryckscylinder var fasförskjutna 180° och noggrant balanserade för att få mycket goda gångegenskaper. Högtryckscylindrarna drev den första kopplade axeln och lågtryckscylindrarna den andra.

## Indikerad effekt
Tillämpar man beräkning enligt Lokomotivlära utvecklade Ba-loket teoretiskt en indikerad effekt på 1355 ihk vid en gynnsammaste hastighet på 81,8 km/h. Värdet gäller vid en normal rostansträngning. Med normal rostansträngning menas en påeldning av 500 kg stenkol per kvadratmeter rostyta och timme där stenkolets värmevärde är 7000 kcal/kg. Vid denna rostansträngning och full belastning förbrukade Ba-loket teoretiskt 1,4 ton kol och 8,3 m³ vatten per timme. Teoretiskt räckte då tenderns kolförråd i 3,6 timmar och vattenförrådet i 1,8 timmar. Den tillförda effekten blir 9,80 miljoner kcal per timme, vilket motsvarar 15500 hk. En hästkraft motsvarar 632,415 kcal/h.

## Teoretiska dragkrafter vid olika hastigheter
Med indikerad effekt avses den effekt som utvecklas i cylindrarna. Med nyttig effekt och nyttig dragkraft avses den effekt och dragkraft som utvecklas vid drivhjulsperiferin. Tabellerna är beräknade med kalkylprogram och full decimalutveckling varför små avvikelser kan förekomma vid manuell kontrollberäkning.

### Dragkrafter p.g.a. maskinkraften
Tabellen är beräknad enligt Lokomotivlära och gäller vid 75% cylinderfyllning och i kompounddrift. Uppgifter om Ba-lokets maximala cylinderfyllning saknas. Värden i kursiv stil kan ej utvecklas fullt ut då pannans ångbildningsförmåga är begränsande.
| DRAGKRAFTER P.G.A. MASKINKRAFTEN | DRAGKRAFTER P.G.A. MASKINKRAFTEN | DRAGKRAFTER P.G.A. MASKINKRAFTEN | DRAGKRAFTER P.G.A. MASKINKRAFTEN | DRAGKRAFTER P.G.A. MASKINKRAFTEN | DRAGKRAFTER P.G.A. MASKINKRAFTEN |
| -------------------------------- | -------------------------------- | -------------------------------- | -------------------------------- | -------------------------------- | -------------------------------- |
| Hastighet (km/h)                 | 10,5                             | 20,9                             | 31,4                             | 41,9                             | 52,3                             |
| Varvtal (varv/s)                 | 0,50                             | 1,00                             | 1,50                             | 2,00                             | 2,50                             |
| Indikerad effekt (ihk)           | 362                              | 693                              | 988                              | 1244                             | 1464                             |
| Maskineriets verkningsgrad       | 0,884                            | 0,884                            | 0,884                            | 0,884                            | 0,884                            |
| Nyttig effekt (hk)               | 320                              | 612                              | 873                              | 1100                             | 1294                             |
| Nyttig dragkraft (ton)           | 8,25                             | 7,90                             | 7,51                             | 7,10                             | 6,68                             |

### Dragkrafter p.g.a. pannans ångbildningsförmåga
Tabellen är beräknad enligt Lokomotivlära och gäller vid en normal rostansträngning. Värden i kursiv stil kan ej utvecklas fullt ut då maskinkraften vid 75% cylinderfyllning är begränsande. Effektförhållande och maskineriets verkningsgrad är funktioner av hastighetsförhållandet och kan avläsas grafiskt i Lokomotivlära. Cylinderfyllningarna är beräknade med formler i Lokomotivlära.
| Hastighet (km/h)           | 32,7  | 40,9  | 49,1  | 57,3  | 65,5  | 73,7  | 81,8  | 90,0  | 98,2  |
| Varvtal (varv/s)           | 1,56  | 1,96  | 2,35  | 2,74  | 3,13  | 3,52  | 3,91  | 4,30  | 4,69  |
| Hastighetsförhållande      | 0,4   | 0,5   | 0,6   | 0,7   | 0,8   | 0,9   | 1,0   | 1,1   | 1,2   |
| Effektförhållande          | 0,792 | 0,857 | 0,907 | 0,947 | 0,975 | 0,993 | 1,000 | 0,997 | 0,987 |
| Indikerad effekt (ihk)     | 1073  | 1161  | 1229  | 1283  | 1321  | 1346  | 1355  | 1351  | 1337  |
| Maskineriets verkningsgrad | 0,888 | 0,882 | 0,874 | 0,866 | 0,857 | 0,846 | 0,836 | 0,823 | 0,810 |
| Cylinderfyllning (%)       | 77,9  | 63,4  | 53,4  | 46,2  | 40,5  | 35,8  | 31,8  | 28,3  | 25,3  |
| Nyttig effekt (hk)         | 953   | 1024  | 1074  | 1111  | 1132  | 1138  | 1133  | 1112  | 1083  |
| Nyttig dragkraft (ton)     | 7,86  | 6,76  | 5,91  | 5,24  | 4,67  | 4,17  | 3,74  | 3,34  | 2,98  |

## Teoretisk dragkraftskurva
Dragkraftskurvan är konstruerad med hjälp av data i tabellerna ovan. Vid låga hastigheter (<36 km/h) begränsas dragkraftsutvecklingen av maskinkraften vid 75% cylinderfyllning (röd kurva). Vid höga hastigheter (>36 km/h) begränsas dragkraftsutvecklingen av pannans ångbildningsförmåga (svart kurva). Den röda kurvan är extrapolerad till 0 km/h med kvadratisk regression. 
| Information | Diagrammet är avstängt. Grafer inaktiverades den 18 april 2023 på grund av programvaruproblem. Nya diagram kan skapas sedan december 2024. |

*) Ordinatan (y-axeln) omfattar även tågmotstånd uttryckt i ton.
Enligt grafen kunde Ba-loket utveckla 8,6 tons dragkraft vid det absoluta startögonblicket. För detta krävdes en friktionskoefficient på 0,18 vilket låg innanför den i Lokomotivlära rekommenderade gränsen på 0,20 som syftade till att minska risken för slirning. Den nominella dragkraften på 8,2 ton enligt Höjer kunde utvecklas upp till 12 km/h och krävde en friktionskoefficient på 0,17. Den nominella dragkraften på 7,3 ton enligt Diehl och Forsberg kunde utvecklas upp till 36 km/h och krävde en friktionskoefficient på 0,15.
I grafen finns inlagt motståndskurvor för ett tågsätt bestående av ett Ba-lok som drar 12 boggivagnar á 35 tons vagnvikt vid 10‰ motlut (grön kurva) samt vid vågrätt bana (brun kurva). Lokets gångmotstånd är beräknad med Strahls formel och vagnarnas gångmotstånd är beräknad med Franks formel för boggivagnar. Stigningsmotståndet vid 10‰ motlut är beräknad med 10 kg/ton tågvikt. Ingen hänsyn har tagits till eventuellt kurvmotstånd. Total tågvikt med loket blir 524 ton. Skärningarna i dragkraftskurvan visar att Ba-loket teoretiskt kunde dra tågsättet vid ca 38 km/h vid 10‰ varaktigt motlut samt vid ca 94 km/h vid vågrätt bana. UGJ:s kravspecifikation hos NOHAB för Ba-lokets efterföljare, littera Bb, var bland annat att det skulle klara att dra 12 boggivagnar á 35 ton i 90 km/h vid rak och vågrätt bana. Denna specifikation har tillämpats i detta beräkningsexempel.

## Teoretisk effektkurva
Effektkurvorna är konstruerade med hjälp av data i ovanstående tabeller. Vid drivhjulsperiferin var Ba-loken som mest effektiva vid ca 74 km/h enligt grafen. Vid en tillförd effekt på 15500 hk (se rubriken "Indikerad effekt" ovan) blir den teoretiska verkningsgraden som bäst 8,7% vid cylindrarna och 7,3% vid drivhjulsperiferin. Generellt kan ånglok högst uppnå 9% verkningsgrad.
| Information | Diagrammet är avstängt. Grafer inaktiverades den 18 april 2023 på grund av programvaruproblem. Nya diagram kan skapas sedan december 2024. |

## Teoretiska cylinderfyllningar vid olika hastigheter
Grafen är konstruerad med hjälp av tabellen ovan. För att köra Ba-loket i 90 km/h måste cylinderfyllningen minskas till 28% enligt grafen. Lokomotivlära rekommenderade att inte köra kompoundlok med cylinderfyllningar under 30%. Enligt grafen gick Ba-loket i ca 86 km/h vid 30% cylinderfyllning.
| Information | Diagrammet är avstängt. Grafer inaktiverades den 18 april 2023 på grund av programvaruproblem. Nya diagram kan skapas sedan december 2024. |